# Oramasia hirsuta
Oramasia hirsuta är en svampart som beskrevs av Urries 1956. Oramasia hirsuta ingår i släktet Oramasia och familjen Helminthosphaeriaceae.   Inga underarter finns listade i Catalogue of Life.